# Prilipe
Prilipe este o localitate din comuna Brežice, Slovenia, cu o populație de 81 de locuitori.